# عم من عالم آخر
عم من عالم آخر هي سلسلة مانغا يابانية من تأليف ورسم هوتوندو سينديرو، نشرت في فبراير 2018 من قبل دار كادوكاوا شوتين.